# Криптостегия
Криптосте́гия (лат. Cryptostegia) — род цветковых растений, относящийся семейству Кутровые (Apocynaceae). Ядовитые кустовидные лианы родом с Мадагаскара, широко распространившиеся в тропических регионах мира.

## Ботаническое описание
Деревянистые лианы или кустарники с белым млечным соком. Листья супротивные, кожистые, эллиптические, простые, с клиновидным или обрубленным основанием, на черешках, голые, блестящие, 7,5—10 см длиной.
Цветки в пазушных зонтичных соцветиях, пятичленные. Венчик воронковидный, розового, сиреневого, красноватого или белого цвета. Тычинки в числе пяти.
Плоды — две одногнёздные листовки, одна из которых часто недоразвита, семена плоские, волосистые.

## Значение
Ядовитые растения, содержат сердечные гликозиды. Криптостегия крупноцветная часто выращивается в качестве декоративного растения, завезена в тропические регионы Африки, Азии, Америки. В XX веке выращивалась в качестве каучуконоса. Гибриды с криптостегией мадагаскарской обладают повышенным содержанием каучука.

## Таксономия
Научное название рода образовано от др.-греч. κρυπτός — «скрытый» и, вероятно, от στεγανή — «покрытие» (στέγη — «крыша»), что относится к чешуйкам, скрытым в трубке венчика либо скрывающим пыльники. Возможно, название связано и с лат. stega — «палуба судна».

### Виды
- Cryptostegia grandiflora R.Br., 1820 — Криптостегия крупноцветная
- Cryptostegia madagascariensis Bojer ex Decne., 1844 — Криптостегия мадагаскарская